# William Christopher
William Christopher (Evanston, 20 oktober 1932 – Pasadena, 31 december 2016) was een Amerikaans acteur, die vooral bekend werd als Father Mulcahy in M*A*S*H (213 afleveringen, 1972-1983). Ook speelde hij die rol in de vervolgserie After MASH.

## Filmografie
- Mad About You televisieserie – Chaplain Nilson (Afl., A Pain in the Neck, 1998)
- Team Knight Rider televisieserie – Professor Roykirk (Afl., Apocalypse Maybe, 1998)
- Diagnosis Murder televisieserie – Art Amador (Afl., Drill for Death, 1998)
- Lois & Clark: The New Adventures of Superman televisieserie – Andrus (Afl., Meet John Doe, 1997)
- Heaven Sent (1994) – Priest
- Smurfs televisieserie – Additionele stemmen (Afl. onbekend, 1981-1990)
- CBS Summer Playhouse televisieserie – Bill Smith (Afl., Reno and Yolanda, 1987)
- The Little Troll Prince (televisiefilm, 1985) – Björn the Gnome (voice-over)
- Murder, She Wrote televisieserie – Burton Hollis (Afl., A Lady in the Lake, 1985)
- The Love Boat televisieserie – Rol onbekend (Afl., The Last Heist/Starting Over/Watching the Master, 1984)
- After MASH televisieserie – Father Francis Mulcahy (Afl. onbekend, 1983-1984)
- M*A*S*H televisieserie – Lt./Capt. Father Francis J. Mulcahy (203 afl., 1972-1983)
- The Love Boat televisieserie – Carl Mitchell (Afl., Tony and Julie/Separate Beds/America's Sweetheart, 1981)
- For the Love of It (televisiefilm, 1980) – Barton
- Hearts of the West (1975) – Bank teller
- Good Times televisieserie – Major Bullock (Afl., The Enlistment, 1975)
- Karen televisieserie – Andrew (Afl., Whistle Blowing, 1975)
- Lucas Tanner televisieserie – Jack (Afl., Why Not a Happy Ending?, 1975)
- Movin' On televisieserie – Jewelry Clerk (Afl., Grit, 1974)
- Columbo: Mind Over Mayhem (televisiefilm, 1974) – Male Scientist
- Alias Smith and Jones televisieserie – Telegrapher (Afl., Wrong Train to Brimstone, 1971)
- That Girl televisieserie – Chippy (2 afl., 1969, 1970)
- With Six You Get Eggroll (1968) – Zip (Cloud)
- The Shakiest Gun in the West (1968) – Hotel Manager (Niet op aftiteling)
- The Private Navy of Sgt. O'Farrell (1968) – Pvt. Jack Schultz
- Hogan's Heroes televisieserie – Thomas (Afl., War Takes a Holiday, 1968)
- The Perils of Pauline (1967) – Doctor (niet op aftiteling)
- The Andy Griffith Show televisieserie – Dr. Thomas Peterson (Afl., A New Doctor in Town, 1966)
- Hogan's Heroes televisieserie – Foster (Afl., Will the Real Adolf Please Stand Up?, 1966)
- The Fortune Cookie (1966) – Intern
- Hogan's Heroes televisieserie – Soldier (Afl., Request Permission to Escape, 1966)
- Gomer Pyle, U.S.M.C. televisieserie – Corporal Haynes (Afl., Desk Job for a Sergeant, 1966)
- The Andy Griffith Show televisieserie – Mr. Heathcote, IRS (Afl., Aunt Bee on tv, 1965)
- Gomer Pyle, U.S.M.C. televisieserie – Marine (Afl., The Grudge Match, 1965)
- Hogan's Heroes televisieserie – Lieutenant Donner (Afl., Movies Are Your Best Escape, 1965)
- Twelve O'Clock High televisieserie – Patient (Afl., Then Came the Mighty Hunter, 1965)

- International Standard Name Identifier: 0000 0000 9971 9605
- Library of Congress Control Number: n88014267
- National Archives and Records Administration: 10572894
- Nationale Bibliotheek van Israël: 987007435552705171
- SNAC: w6f60mmf
- Virtual International Authority File: 148092331
- WorldCat: E39PBJbH3wJy3RvYJR4G7X6VG3